# Pardosa beijiangensis
Pardosa beijiangensis là một loài nhện trong họ Lycosidae.
Loài này thuộc chi Pardosa. Pardosa beijiangensis được Hu & Wu miêu tả năm 1989.